# После охоты
«После охоты» (англ. After the Hunt) — будущий художественный фильм-триллер итальянского режиссёра Луки Гуаданьино с Джулией Робертс в главной роли. Мировая премьера фильма состоится на 82-ом Венецианском кинофестивале.

## Сюжет
Главная героиня фильма — преподавательница колледжа. Студент обвиняет её коллегу в домогательствах, и тогда героиня решает во всём разобраться. В ходе расследования всплывает неприятная тайна из её собственного прошлого.

## В ролях
- Джулия Робертс
- Эндрю Гарфилд
- Айо Эдебири
- Майкл Стулбарг
- Хлоя Севиньи[2]

## Производство и релиз
О начале работы над фильмом стало известно в марте 2024 года. Производством занялись студия Amazon MGM Studios, Imagine Entertainment и Frenesy. Режиссёром проекта стал Лука Гуаданьино, продюсером — Аллан Мандельбаум, сценарий написала Нора Гарретт (для неё это первый опыт такого рода). Главную роль в картине получила Джулия Робертс.
Основные съёмки проходили в Лондоне и Кембриджском университете с 6 июля по 16 августа 2024 года.
10 октября 2025 года фильм выйдет в ограниченный американский прокат, 17 октября — в широкий прокат.